# Фэрклот, Лок
Лок Фэрклот (англ. Lauch Faircloth), полное имя Данкан Маклоклин Фэрклот (англ. Duncan McLauchlin Faircloth; 14 января 1928, Сейлемберг, Северная Каролина — 14 сентября 2023, Клинтон, Северная Каролина), — американский политик, сенатор США от Северной Каролины (1993—1999), министр торговли Северной Каролины (1977—1983).

## Биография
Лок Фэрклот родился 14 января 1928 года в Сейлемберге (округ Сампсон, штат Северная Каролина). Он был самым младшим из четырёх сыновей в семье, которая владела хлопковой фермой, занимавшей около 10 км². Фэрклот учился в средней школе в Розборо (Roseboro High School, округ Сампсон). Затем он начал своё обучение в Хай-Пойнтовском колледже (ныне Хай-Пойнтовский университет), но был вынужден прервать его во время первого года из-за того, что у его отца случился инсульт. После смерти отца Фэрклот взял на себя обязанности по управлению фермой — ему удалось не только расширить семейный бизнес, но и диверсифицировать его, добавив к выращиванию хлопка разведение свиней.
Политическая карьера Фэрклота началась в конце 1960-х годов. В 1969—1972 годах он работал председателем комиссии Северной Каролины по автомагистралям (англ. North Carolina Highway Commission), а в 1977—1983 годах был министром торговли Северной Каролины.
В 1983 году Фэрклот решил принять участие в борьбе за пост губернатора Северной Каролины. В августе 1983 года, во время одной из предвыборных поездок, небольшой самолёт Cessna 414, на борту которого находились Фэрклот и ещё три человека, после неудачной попытки взлёта упал в озеро. Всем четверым удалось благополучно покинуть самолёт, который взорвался, когда они были на расстоянии около 15 м от него.
Продолжая свою кампанию, в 1984 году Фэрклот принял участие в первичных выборах кандидата на пост губернатора Северной Каролины от Демократической партии, где его соперниками были Руфус Эдмистен, Эдвард Нокс и другие. В голосовании, состоявшемся 8 мая 1984 года, Эдмистен набрал 30,87 % голосов, Нокс — 26,08 %, а Фэрклот с 16,03 % остался на третьем месте, так что кандидатом на пост губернатора стал Эдмистен. Через несколько лет после этого Фэрклот сменил свою партийную принадлежность, присоединившись к Республиканской партии — по его собственным словам, это было связано не с тем, что изменился он сам, а с тем, что изменилась Демократическая партия, к которой он принадлежал.
В 1992 году Фэрклот принял участие в выборах сенатора США от Северной Каролины. Сначала он выиграл первичные выборы от Республиканской партии, где его соперниками были Сью Майрик, Уолтер Юджин Джонстон и Ларри Харрингтон (в голосовании, состоявшемся 5 мая 1992 года, Фэрклот набрал 47,74 % голосов, Майрик — 30,23 %, Джонстон — 17,04 %, а Харрингтон — 4,99 %). Затем, в ноябре 1992 года, Фэрклот участвовал в выборах в Сенат США, на которых его основным соперником был действующий сенатор-демократ Терри Сэнфорд. Набрав 50,35 % голосов избирателей, Фэрклот победил, вступив в должность сенатора США от Северной Каролины 3 января 1993 года.
Во время своего шестилетнего пребывания в Сенате Фэрклот получил известность как один из самых ярых противников политики, проводимой Демократической партией, — он критиковал президента Билла Клинтона, требовал отставки ряда министров и руководителей других федеральных агентств. Фэрклот также был председателем подкомитета, курировавшего федеральный округ Колумбия, — этому подкомитету удалось лишить ряда полномочий тогдашнего мэра Вашингтона Мэриона Барри. Кроме того, Фэрбанк занимался продвижением реформы, связанной с социальным обеспечением и трудоустройством.
На следующих выборах в Сенат США, состоявшихся в ноябре 1998 года, Фэрклот в упорной борьбе уступил кандидату от демократической партии Джону Эдвардсу (Фэрклот набрал 47,01 % голосов, а Эдвардс — 51,15 %). После этого поражения Фэрклот принял решение об уходе из большой политики
Лок Фэрклот был женат два раза, оба брака закончились разводом. У него осталась дочь Энн (от второго брака), а также двое внуков. Фэрклот скончался 14 сентября 2023 года в своём доме в Клинтоне (округ Сампсон, штат Северная Каролина).